# Contra: Legacy of War
Contra: Legacy of War — відеогра в жанрі тривимірного екшену, розроблена студією Appaloosa Interactive і видана компанією Konami в 1996 році для PlayStation і Sega Saturn. Гра поставлялася з парою 3D анагліфних окулярів, тадже гра підтримувала режим 3D. Вона є першою в серії ігор Contra з повноцінною тривимірною графікою. Legacy of War вийшла тільки на території США, та версія лише для PlayStation в Європі. Це була перша гра в серії, яка не була перероблена для європейського ринку як Probotector. Планувався реліз гри на території Японії, але його скасували.

## Ігровий процес
Гра поєднує тривимірні моделі рівнів та спрайти, відбувається від третьої особи. Також зображення підтримує 3D-окуляри. Камера огляду слідує за головним персонажем, змінюючи ракурс. Гравець керує одним з чотирьох персонажів, що має дві звичайні зброї та дві, унікальні для нього, а також окремо бомби.
- Рей — спецпризначенець, озброєний кулеметом, вогнеметом, дробовиком і самонавідними ракетами.
- Таша — найманка, озброєна кулеметом, вогнеметом, багатопроменевим лазером і рушницею з самонавідними кулями.
- CD-288 — робот, озброєний кулеметом, вогнеметом, гранатометом і самонавідними ракетами.
- Бубба — дружній іншопланетянин, озброєний кулеметом, вогнеметом, лазером і самонавідними ракетами.

Гра має чотири рівні складності, але на найлегшому неможливо продовжити далі 4-го рівня. На 2-му рівні знаходяться два ігрових автомата, в яких можна запустити дві міні-гри: аналог Pack-Man і космічний шутер. В цій грі прогрес проходження може зберігатися на карті пам'яті.

## Сюжет
Хронологічно події відбуваються після подій Contra: Hard Corps. Лідер невеликої азійської країни, полковник Бассад, добув ембріон прибульця, з допомогою якого створює армію мутантів. Протистояти йому вирушають учасники загону Hard Corps.

### Рівні
- Urban Warfare (укр. Міська битва) — зруйновані міські вулиці, де на героя нападають ворожі десантники, атакують роботи й турелі. З міні-босів зустрічаються оборонна стіна, танк, турель і павукоподібне чудовисько. Бос — десантний літак.
- Jungle Conflict (укр. Джунглевий конфлікт) — дорога в джунглях, де просуванню перешкоджають іншопланетні жуки, гранатометники та міні-боси — чудовиська. Бос — велетенська іншопланетна черепаха.
- River of Destruction (укр. Річка руйнації) — узбережжя річки, звідки нападають іншопланетяни та дрони. Потім подорож продовжується на катері. Бос — нерухоме драконоподібне чудовисько.
- Mountain Stronghold (укр. Гірська цитадель) — дорога між скелями, де героєві протистоять ворожі солдати, турелі, іншопланетяни та мутанти. Бос — робот-трансформер.
- Bad Wavelength (укр. Погана хвиля) — герой падає до шахти, в падінні борючись із босом — озброєною пілотованою Бассадом капсулою. Коли її знищено, Бассад переносить бійця в ілюзії, створені його мутованим мозком.
- Virtual Zone (укр. Віртуальна зона) — віртуальна реальність Бассада, де належить змагатися з раніше переможеними босами. Бос — мозок Бассада. Після поразки лідера злочинців героя телепортує на орбіту Землі прибулець.
- Planet LP-426 (укр. Планета LP-426) — живий астероїд, що і є фінальним босом гри. Цей рівень сферичний, істота атакує щупальцями та спорами, але врешті вибухає.

В заключному відео загін Hard Corps рятується на уламку астероїда. Проте один прибулець також виживає.